# Psychilis raganii
Psychilis raganii är en orkidéart som beskrevs av Ruben Primitivo Sauleda. Psychilis raganii ingår i släktet Psychilis och familjen orkidéer. Inga underarter finns listade i Catalogue of Life.